# Sindrome dell'intestino corto
Per  Sindrome dell'intestino corto  in campo medico, si intende una sindrome da malassorbimento che nasce in seguito ad un'operazione chirurgica (una resezione estesa di una parte dell'intestino).

## Sintomatologia
Fra i sintomi e i segni clinici ritroviamo diarrea, dolore addominale, perdita di peso. Per quanto riguarda il malassorbimento esso riguarda le vitamina B12 e grassi.
Inoltre risulta aumentato il rischio di sviluppare calcoli urinari costituiti da ossalato (che, in questa sindrome, viene riassorbito maggiormente).

## Eziologia
Le cause che generano tale patologia sono da riscontrarsi in una degenerazione della malattia di Crohn, forme di neoplasie, volvolo, enterite attinica e piccoli eventi traumatici.

## Terapia
Il trattamento consiste nel combattere le manifestazioni diarroiche (con la somministrazione di loperamide o similare, in alternativa alla colestiramina 2-4 g da somministrare soltanto dopo i pasti), supplementi di vitamine per ristabilire un equilibrio alimentare (insieme a potassio e calcio), chirurgicamente risulta risolutivo il trapianto intestinale.